# Rawalpindi
Rawalpindi (en ourdou et pendjabi : راولپنڈی) est une ville de la province du Pendjab au Pakistan. Avec 3,4 millions d'habitants en 2023, elle est la quatrième ville du pays après Karachi, Lahore et Faisalabad. Elle fut capitale nationale de 1959 à 1967, en attendant la construction d'Islamabad, située à une quinzaine de kilomètres au nord-est. Elle est également la capitale du district de Rawalpindi.
Le quartier général de l'armée pakistanaise est situé à Rawalpindi. La ville possède plusieurs universités prestigieuses et sa population est la deuxième plus éduquée du pays après celle d'Islamabad.

## Histoire

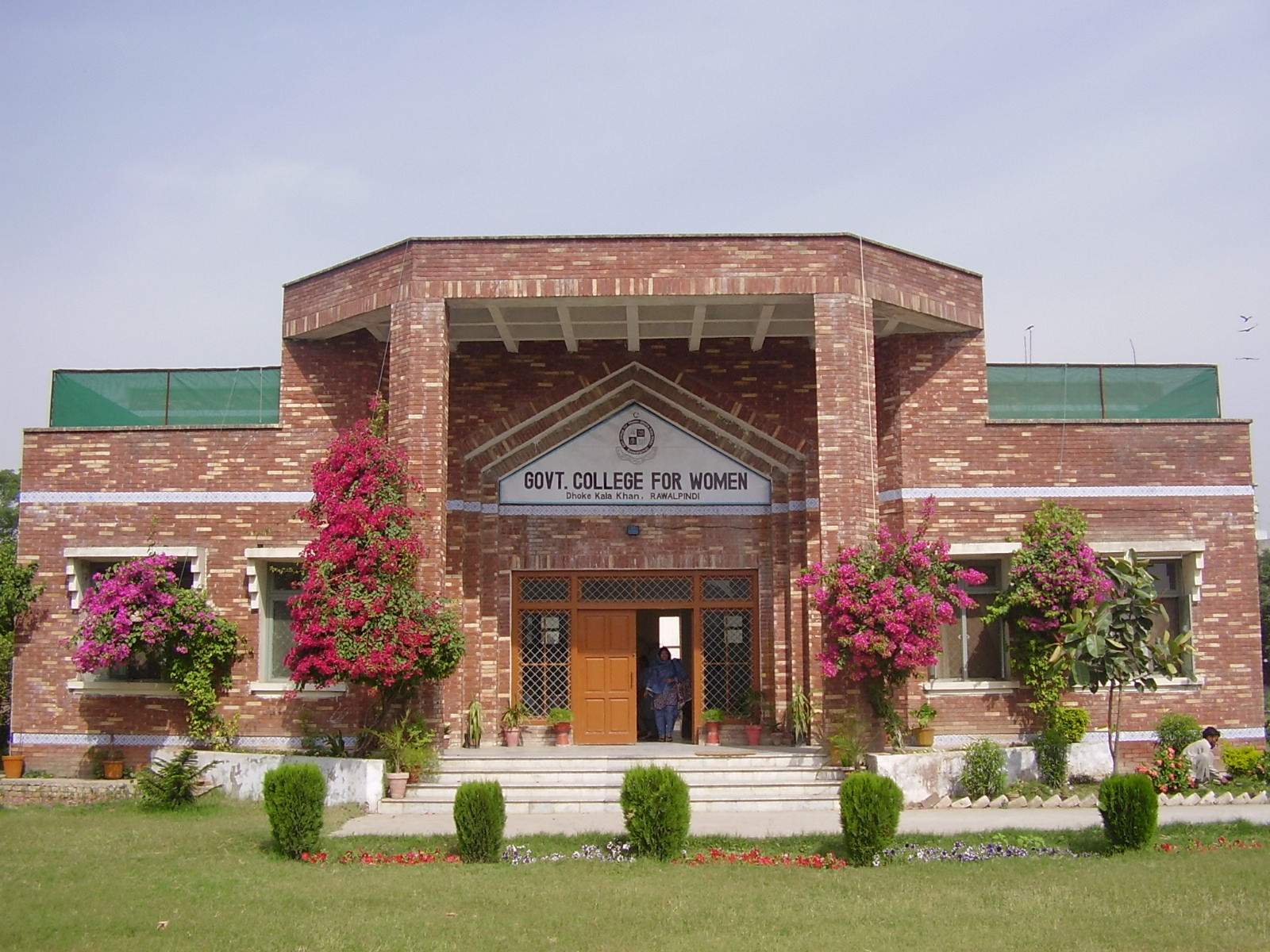
Le Government college for Women.

Après l'indépendance du Pakistan en 1947, même si Karachi en devint la capitale, il fut néanmoins décidé par la suite de créer un nouveau centre du pouvoir, qui soit plus aisément accessible de toutes les parties du pays et qui permette de rééquilibrer le Pakistan. 
Rawalpindi qui était déjà le siège du quartier général des forces armées pakistanaises et donc le centre du pouvoir militaire qui dirige le pays à cette période, devint la nouvelle capitale en 1959, en attendant qu'une nouvelle ville baptisée Islamabad fût construite ex nihilo dans la banlieue nord-est et qui fut inaugurée en 1967. À long terme, il était prévu qu'Islamabad finisse par ceinturer et intégrer Rawalpindi tant sur le plan géographique qu'administratif. 
Si les deux villes se jouxtent et se développent bien de concert actuellement (l'administration locale les appelle les « cités jumelles »), en revanche, l'assimilation administrative n'a jamais eu lieu et Rawalpindi continue à être intégré à la province du Pendjab et non au Territoire fédéral d'Islamabad. Par ailleurs, le plan initial d'urbanisme prévu pour les deux villes n'a jamais été appliqué à Rawalpindi.

### Attentats et conflit avec les islamistes
Le 16 octobre 1951, le premier Premier ministre du Pakistan, Liaquat Ali Khan a été assassiné dans cette ville. En 1979, l'ancien Premier ministre Zulfikar Ali Bhutto a été exécuté à Rawalpindi après un coup d'État.
Le 27 décembre 2007 à 18 h 17 heure locale (13 h 18 GMT), un attentat dans cette ville a coûté la vie à l'ancienne première ministre pakistanaise Benazir Bhutto peu après la fin d'un meeting donné dans un parc public.
Rawalpindi est le siège du quartier général des forces armées du Pakistan, visé le 10 octobre 2009 par une attaque à la grenade qui a tué six soldats, dont un général. Le gouvernement en a attribué la responsabilité au Tehrik-e-Taliban Pakistan.

## Démographie

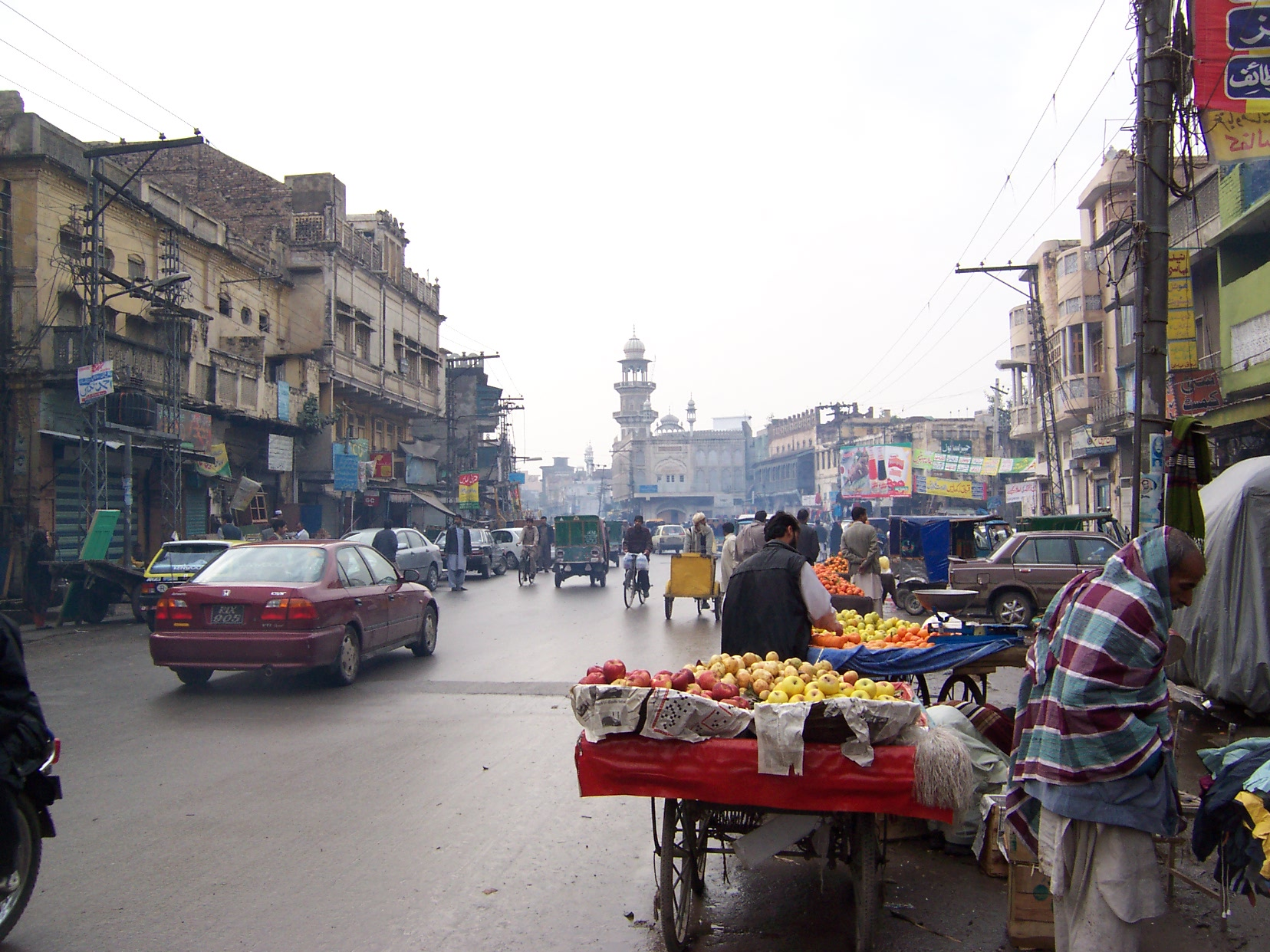
Un marché dans la ville.

La ville de Rawalpindi compte 1,4 million d'habitants selon le recensement de 1998, mais son aire urbaine est peuplée d'environ 2,3 millions d'habitants ou d'environ 3 millions d'habitants d'après une estimation 2006. Le recensement mené en 2017 indique une population de 2,1 millions d'habitants pour la ville seule, et le recensement de 2023 pointe une population de 3,36 millions d'habitants, soit une des grandes villes avec la plus forte croissance démographique.
Au sein du tehsil de Rawalpindi, qui est essentiellement constitué de sa ville, 57 % de la population parle pendjabi en 2023, mais on trouve un important groupe ourdouphone également, comptant pour près de 23 %, et ainsi que 12 % de Pachtounes. 
Musulmane à presque 97 %, la ville compte une petite minorité chrétienne de 3 % environ, soit presque 100 000 fidèles.
|            | 1972 (rec.) | 1981 (rec.) | 1998 (rec.) | 2017 (rec.) | 2023 (rec.) |
| ---------- | ----------- | ----------- | ----------- | ----------- | ----------- |
| Population | 614 809     | 794 843     | 1 409 768   | 2 098 231   | 3 357 612   |

En 2007, le taux d'alphabétisation du tehsil était de 80 %, soit le deuxième plus haut du pays après Islamabad (87 %), contre une moyenne nationale de 57 %.

## Administration
Rawalpindi est le siège du quartier général des forces armées du Pakistan.

## Économie
La ville s'est fortement développée depuis l'établissement de la capitale du pays à Islamabad, qui jouxte Rawalpindi. L'établissement du siège de l'armée pakistanaise dans la ville a également contribué à son développement économique, et la ville possède un certain nombre d'universités importantes.

## Transports

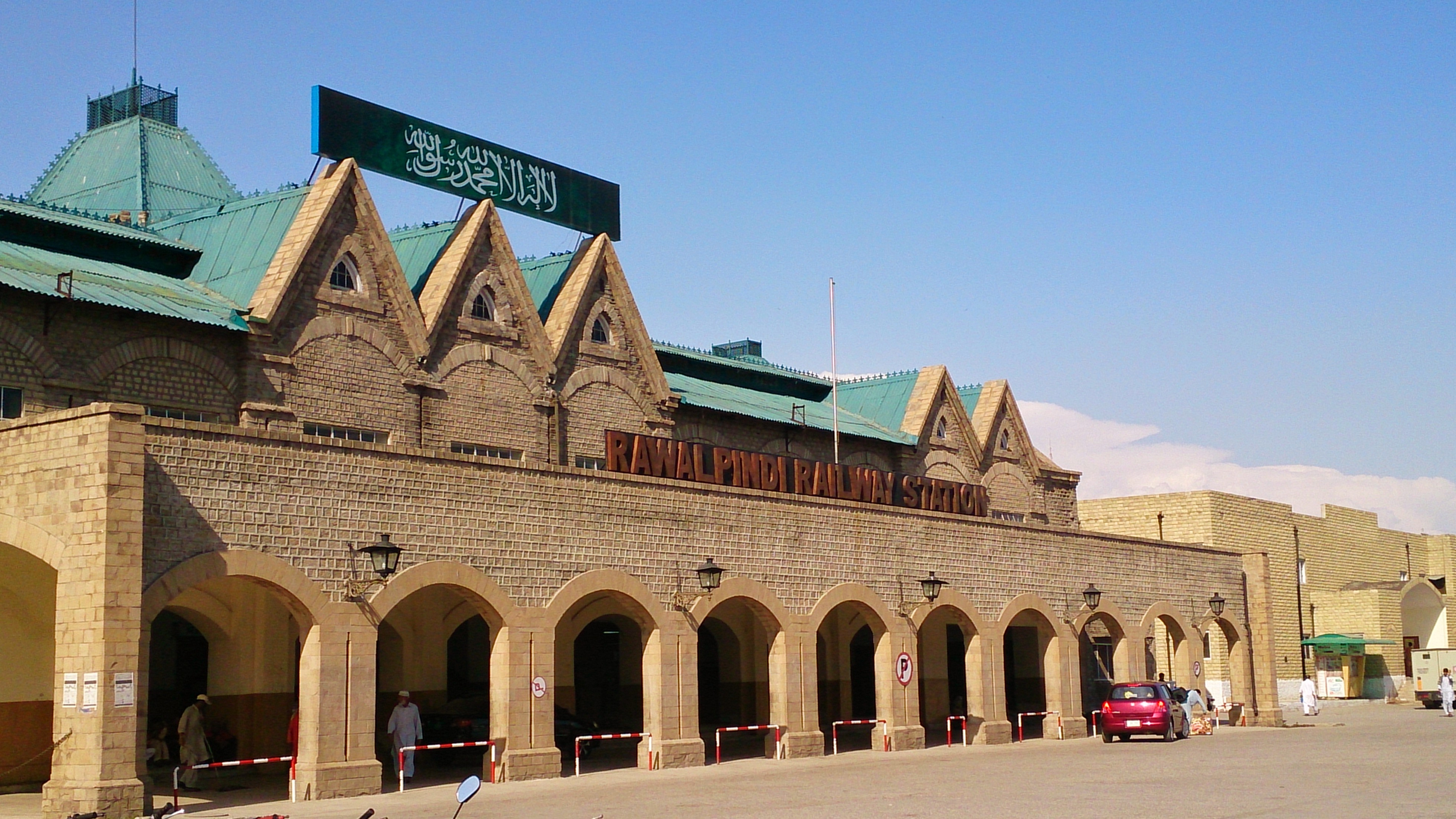
La gare de Rawalpindi.

La ville est desservie par l'aéroport international Benazir Bhutto, situé à l'intérieur de la ville, il est le troisième plus grand du Pakistan. Un nouvel aéroport est en construction à 20 kilomètres du centre de Rawalpindi, et deviendra le plus grand du pays. Il devrait être terminé Août 2017 et par la Base aérienne de Nur Khan.
La ville est également desservie par deux autoroutes, l'une conduisant à Islamabad et Peshawar (M1), et l'autre à Lahore (M2). La route de Murree traverse la ville d'est en ouest.
La gare de Rawalpindi a été construite durant les années 1880 par le gouvernement des Indes britanniques. Elle relie Rawalpindi avec toutes les grandes villes du pays.

## Politique
Lors des élections législatives de février 2008 la Ligue musulmane du Pakistan (N) a réuni 47,7 % des voix dans la ville (contre environ 20 % au niveau national), le Parti du peuple pakistanais a réalisé 27,6 % des voix et la Ligue musulmane du Pakistan (Q) 21,3 %. Sur les sept circonscriptions dans lesquelles le scrutin s'est tenu, six ont été remportées par la Ligue musulmane du Pakistan (N) et une par le PPP.
Depuis 2018, la ville est représentée par les trois circonscriptions 60 à 62 de l'Assemblée nationale. À l'occasion des élections législatives de juillet 2018, l'une de ces circonscriptions est remportée par Rashid Ahmed qui s'est allié avec le Mouvement du Pakistan pour la justice. 

## Personnalités liées à la ville
- James George Landells (1825-1871), aventurier britannique, y est mort.
- Georgina Masson (1912-1980), autrice et photographe britannique, y est née.
- Indarjit Singh (1932-), journaliste et animateur britannique, y est né.
- Azra Quraishi (1945-2002), botaniste pakistanaise, y est morte.
- Benazir Bhutto (1953-2007), femme politique pakistanaise, y est morte.
- Zahida Manzoor (1958-), femme politique britannique, y est née.